# Adoretosoma nigripenne
Adoretosoma nigripenne är en skalbaggsart som beskrevs av Ohaus 1905. Adoretosoma nigripenne ingår i släktet Adoretosoma och familjen Rutelidae. Inga underarter finns listade i Catalogue of Life.